# Glossosoma schmidi
Glossosoma schmidi là một loài Trichoptera trong họ Glossosomatidae. Chúng phân bố ở miền Cổ bắc.